# Košenilová červeň A
Košenilová červeň A, jako potravinářská přídatná látka označovaná E124, je syntetické barvivo využívané i pro barvení potravin. Patří mezi azobarviva a obvykle se vyrábí syntézou z ropných arenů.

## Zdravotní rizika

Barva košenilové červeně A

Jako jiné azosloučeniny může košenilová červeň A vyvolat reakci u lidí alergických na salicyláty. Zároveň podporuje uvolňování histaminu, takže může zvýraznit astmatické potíže.
V některých zemích, například ve Spojených státech amerických, Norsku a Finsku, je považována za karcinogen. Americký Úřad pro kontrolu potravin a léčiv ho má v současnosti na seznamu zakázaných látek a opakovaně zabavuje potraviny dovážené z Číny, které jej obsahují.